# Thomas Ypsilantis
Thomas John Ypsilantis (grec: Θωμάς Υψηλάντης; Salt Lake City, 24 de juny de 1928 – August 15, 2000) fou un físic estatunidenc de família d'origen grec. Ypsilantis era conegut per la co-descoberta de l'antiprotó el 1955, juntament amb Owen Chamberlain, Emilio Segrè i Clyde Wiegand. El 1969 es va instal·lar al laboratori CERN per a desenvolupar detectors de radiació de Txerenkov en física de partícules.

## Biografia
Tom Ypsilantis es va graduar a la South High School el 1945, i es va llicenciar en química a la Universitat de Utah el 1949. Va fer la seva tesi a la Universitat de Califòrnia a Berkeley amb un equip de quatre persones a l'accelerador Bevatró que va observar el primer antiprotó. Els dos membres sèniors d'aquest equip van guanyar el premi Nobel de Física el 1959. Ypsilantis fou professor associat de Físiques a la Universitat de Califòrnia, Berkeley, i va contribuir a inaugurar el Centre de Recerca Demokritos d'Atenes, Grècia. El 1969, va anar a treballar a CERN (Ginebra). El 1977, Ypsilantis i Séguinot van proposar la tècnica de detecció que rebria el nom d'Imatgeria per Anell Txerenkov (Ring-Imaging-Cherenkov, RICH). Juntament amb Tord Ekelöf, van introduir aquesta tècnica en física d'altes energies: la primera aplicació a gran escala d'aquest detector fou a l'experiment DELPHI al LEP. Posteriorment va treballar en el marc del Projecte de LAAS de calorimetria de líquid-noble i en un gran detector de neutrí dins l'aigua basat en la tècnica RICH. Ypsilantis també va fer contribucions importants a l'experiment LHCb del CERN. Fou Director de Recerca Sènior al CERN, Director de Projecte a Bologna, Itàlia, i Assessor de l'Agència Nuclear francesa a Saclay, França.